# Lorenz Saladin
Lorenz Saladin (Nuglar-St Pantaleon, 28 de octubre de 1896 - Khan Tengri, Montañas Shan, Kazajistán; 1936) fue un alpinista y fotógrafo suizo. Estuvo afiliado al Partido Comunista Suizo. Después de viajar por Europa y América, escaló montañas en el Cáucaso, como el monte Ushba, además del Khan Tengri, en las montañas Shan, en cuyo descenso falleció. Su tumba se encuentra en el glaciar Engilchek, al pie del Khan Tengri.